# Lijst van staten in het Heilige Roomse Rijk (W)
Dit is een lijst van staten in het Heilige Roomse Rijk die beginnen met de letter W.
| Naam                  | Type                                           | Kreits           | Bank | Gevormd   | Noten |
| --------------------- | ---------------------------------------------- | ---------------- | ---- | --------- | --- |
| Württemberg           | graafschap hertogdom keurvorstendom koninkrijk | Zwabische Kreits |      | 1083-1918 | 1083:graafschap afgescheiden van hertogdom Zwaben 1442:verdeeld in de graafschappen Württemberg-Stuttgart en Württemberg-Urach 1482:herenigd 1495:hertogdom 1803:keurvorstendom 1806:koninkrijk 1918:vrije volksstaat Württemberg 1933:aangesloten bij de gouw Württemberg-Hohenzollern |
| Württemberg-Stuttgart | graafschap                                     |                  |      | 1442-1482 | 1442:afgescheiden van hertogdom Würtemberg 1482:aangesloten bij Württemberg-Urach |
| Württemberg-Urach     | graafschap                                     |                  |      | 1442-1482 | 1442:afgescheiden van graafschap Württemberg 1482:herenigd met Württemberg-Stuttgart |

A · B · C · D · E · F · G · H · I · J · K · L · M · N · O · P · Q · R · S · T · U · V · W · Z

vrije keizerlijke steden · keizerlijke abdijen